# The E.N.D.
The E.N.D. (uma abreviação de The Energy Never Dies, em português: A Energia Nunca Morre) é o quinto álbum de estúdio do grupo norte-americano Black Eyed Peas. Foi lançado em 3 de junho de 2009 pela Interscope Records.
Durante a Monkey Business Tour, realizada em apoio ao seu quarto álbum de estúdio, Monkey Business (2005), o Black Eyed Peas começou a gravar material para o quinto álbum. Inicialmente intitulado From Roots To Fruits, o lançamento estava previsto para o final de 2007, mas foi renomeado e adiado várias vezes. Produzido pelo membro e produtor executivo will.i.am, em colaboração com apl.de.ap, Printz Board, Poet Name Life, David Guetta, Jean Baptiste, DJ Replay, Funkagenda, Keith Harris, Mark Knight e Frederic Riesterer, o resultado final foi um álbum que mescla pop, hip hop e EDM, com elementos de electro-funk, marcando uma diferença significativa em relação aos trabalhos anteriores. No entanto, as temáticas líricas mantiveram similaridades com os álbuns Elephunk (2003) e Monkey Business.
Após seu lançamento, The E.N.D. recebeu críticas mistas a positivas. Os críticos destacaram as músicas mais antemáticas e inspiradoras, refletindo a tentativa do grupo de conquistar uma nova geração de ouvintes. O álbum se tornou o primeiro do grupo a alcançar o topo da parada Billboard 200 nos Estados Unidos, estreando em primeiro lugar com vendas de 304 mil cópias na primeira semana. Internacionalmente, alcançou o primeiro lugar na Austrália, Bélgica, Canadá, França, Nova Zelândia e Portugal. No 52º Grammy Awards, foi indicado a seis prêmios, incluindo Álbum do Ano e Gravação do Ano por I Gotta Feeling, vencendo o prêmio de Melhor Álbum Vocal Pop. Até junho de 2011, o álbum havia vendido mais de 11 milhões de cópias mundialmente, tornando-se um dos álbuns mais vendidos de sua época.
The E.N.D. gerou cinco singles, todos alcançando o top 10 da Billboard Hot 100 nos Estados Unidos. Boom Boom Pow e I Gotta Feeling lideraram consecutivamente a Billboard Hot 100, mantendo o grupo no topo por um recorde de 26 semanas consecutivas. Esses foram os dois primeiros singles número um da banda nos Estados Unidos, com Boom Boom Pow permanecendo 12 semanas no topo e I Gotta Feeling por 14 semanas. Meet Me Halfway alcançou o número sete na Billboard Hot 100 e liderou as paradas de nove países. Imma Be foi o terceiro número um do grupo na Hot 100 e entrou no top 10 na Austrália, Canadá e Hungria. O último single, Rock That Body, alcançou o número nove na Billboard Hot 100 e o top 10 em nove países. Para promover o álbum, o grupo realizou a The E.N.D. World Tour (2009–2010).

## Sobre o álbum
Após uma longa espera dos fãs, no dia 9 de junho de 2009, é lançado o The E.N.D., quinto álbum da carreira dos Black Eyed Peas, terceiro ao lado de Fergie. O álbum conta com produção de will.i.am, David Guetta, apl.de.ap entre outros. Foi o terceiro álbum mais vendido do ano de 2009, e já vendeu mais de 11 milhões de cópias no mundo, o que faz do The E.N.D. o maior sucesso comercial do grupo.

## Recordes
"Boom Boom Pow" ficou por 12 semanas no topo da Billboard, perdendo apenas para "I Gotta Feeling" que ficou em 1º lugar durante 14 semanas, isso faz com que o Black Eyed Peas tenha ficado, durante 6 meses consecutivos como a banda mais ouvida de 2009, e com o total de 26 semanas, a banda mais ouvida da década.

## O nome do álbum
Primeiramente, will.i.am disse que o nome do álbum seria From Roots To Fruits (Da Raíz Às Frutas), mas logo desmentiu dizendo que era apenas uma brincadeira. Logo após, o próprio confirmou o nome do álbum: The E.N.D. (The Energy Never Dies [A Energia Nunca Acaba]), que faz uma alusão à suposta separação do grupo. Um nome que chegou a ser pensado seria The Evolution, mas não foi possível devido ao álbum de Ciara, que tem o mesmo nome.

## Faixas
| #   | Título                                  | Composição | Produção                     |      |
| --- | --------------------------------------- | --- | ---------------------------- | ---- |
| 1.  | "Boom Boom Pow"                         | Allan Pineda, William Adams, Stacy Ferguson, Jaime Gomez                                                                  | William Adams                | 5:08 |
| 2.  | "Rock That Body"                        | Mark Knight, L.Carroll(Kalis), Muns, A. Pineda, W. Adams, S. Ferguson, Jean Baptiste, David Guetta, J. Gomez, Adam Walder | William Adams e David Guetta | 4:28 |
| 3.  | "Meet Me Halfway"                       | Keith Harris, A. Pineda, W. Adams, S. Ferguson,Igal Kuperman,J. Baptiste, Sylvia Gordon, J. Gomez,                        | Keith Harris e William Adams | 4:44 |
| 4.  | "Imma Be"                               | T. Brenneck, M. Deller, D. Foder, K. Harris, A. Pineda, J. Tankel, W. Adams, S. Ferguson, J. Gomez,                       | Keith Harris e William Adams | 4:16 |
| 5.  | "I Gotta Feeling"                       | A. Pineda, Frederick Riesterer, W. Adams,Igal Kuperman, S. Ferguson, D.Guetta, J. Gomez                                   | David Guetta                 | 4:49 |
| 6.  | "Alive"                                 | A. Pineda, W. Adams, S. Ferguson, J. Baptiste, J. Gomez                                                                   | William Adams                | 5:04 |
| 7.  | "Missing You"                           | A. Pineda, W. Adams, S. Ferguson, Printz Board, J. Baptiste, J. Gomez                                                     | Printz Board e William Adams | 4:35 |
| 8.  | "Ring-A-Ling" - inclui interlude        | K. Harris, A. Pineda, W. Adams, S. Ferguson, J. Gomez                                                                     | Keith Harris                 | 4:33 |
| 9.  | "Party All The Time"                    | A. Pineda, W. Adams, S. Ferguson, J. Gomez                                                                                | William Adams                | 4:44 |
| 10. | "Out Of My Head"                        | K. Harris, Tim Orindgreff, W. Adams, A. Williams, S. Ferguson, George Pajon, Printz Board, J. Gomez                       | Printz Board e William Adams | 3:52 |
| 11. | "Electric City"                         | A. Pineda, Bert Berns, Ri Gottehrer, W. Adams, S. Ferguson, Robert Feldman, Gerald Goldstein, J. Gomez                    | William Adams                | 4:08 |
| 12. | "Showdown" - inclui interlude           | Ryan Buendia, A. Pineda, W. Adams, S. Ferguson, J. Gomez                                                                  | Allan Pineda e DJ Replay     | 4:27 |
| 13. | "Now Generation"                        | T. Orindgreff, A. Pineda, W. Adams, S. Ferguson, G. Pajon, J. Gomez                                                       | William Adams                | 4:06 |
| 14. | "One Tribe" - inclui interlude          | A. Pineda, W. Adams, S. Ferguson, Printz Board, J. Gomez                                                                  | William Adams                | 4:41 |
| 15. | "Rockin To The Beat"                    | G. Pajon Jr, A. Pineda, W. Adams, S. Ferguson, Printz Board, J. Gomez                                                     | William Adams                | 3:45 |
| 16. | Simple Little Melody                    | |                              |      |
| 17  | Mare                                    | |                              |      |
| 18  | Boom Boom Pow - Video                   | |                              |      |
| 19  | Boom Boom Pow - Video Behind The Scenes | |                              |      |

## Deluxe Edition
Foi lançada junto com o álbum stardart, uma versão deluxe com 2 CDs: um CD versão standart e um CD bônus com 4 músicas inéditas e mais 6 remixes-mash ups.
|     | Título                                                    | Produção                     |      |
| --- | --------------------------------------------------------- | ---------------------------- | ---- |
| 01. | "Where Ya Wanna Go"                                       | William Adams & Bucky Jonson | 5:08 |
| 02. | "Simple Little Melody"                                    | Boys Noize                   | 3:12 |
| 03. | "Mare"                                                    | apl.de.ap & DJ Replay        | 2:56 |
| 04. | "Don't Bring Me Down"                                     | apl.de.ap & DJ Replay        | 3:11 |
| 05. | Pump It Harder (remix de "Pump it")                       | William Adams                | 3:52 |
| 06. | Let's Get Re-Started (remix de "Let's Get It Started")    | William Adams                | 2:57 |
| 07. | Shut The Phunk Up (remix de "Shut Up")                    | William Adams                | 4:19 |
| 08. | That's The Joint (remix de "Joints & Jams")               | William Adams e Paul Poli    | 3:48 |
| 09. | Another Weekend (remix de "Weekends")                     | William Adams                | 4:11 |
| 10. | Don't Phunk Around (remix de "Don't Phunk with My Heart") | William Adams                | 3:47 |

## Singles
- "Boom Boom Pow": Lançado oficialmente em 10 de março de 2009. Alcançou o 1º lugar na Billboard, sendo o primeiro número um do grupo na América. Ficou no topo por 12 semanas consecutivas. Alcançou o 1º lugar na Austrália e no UK Singles Chart. Ganhou como Melhor Música Dance em 2 de dezembro de 2009.

- "I Gotta Feeling": Lançado como segundo single em 16 de junho de 2009. Substituiu "Boom Boom Pow" como número 1 na América. Isso fez com que o Black Eyed Peas fosse o quarto grupo na história da música a ser substituído por si mesmo no topo das paradas. "I Gotta Feeling" permaneceu no topo por 14 semanas consecutivas, sendo a música que mais permaneceu no topo das paradas em 2009. Essa música ajudou o grupo a quebrar muitos recordes. Alcançou o topo na Austrália e Reino Unido. A canção ganhou indicações para Canção do Ano e Melhor Performance Pop por Dupla ou grupo em 2 de dezembro de 2009.

- "Meet Me Halfway": Lançada como terceiro single em 22 de setembro de 2009. Foi originalmente lançado como o terceiro e último single digital promocional para o The E.N.D. em 22 de setembro de 2009. A música é o terceiro número um do grupo na Austrália e Reino Unido. Teve pico de 7º lugar na Billboard Hot 100, fazendo o terceiro single Top 10 do The E.N.D.

- "Imma Be": Lançado em 15 de dezembro de 2009 como quarto single apenas para osEstados Unidos. Sendo o 3º single número 1 do grupo na Billboard Hot 100.

- "Rock That Body": Como o quarto single do álbum no Reino Unido, foi lançado em 1° de março de 2010. Na Austrália, "Rock That Body" também foi o 4º single de The E.N.D no país, estreando em 31º no site oficial do Australian ARIA Singles Chart. Foi oficialmente lançado em terras australianas em 15 de janeiro de 2010. No Canadá, mesmo não tendo sido lançado oficialmente como single, "Rock That Body" fez um sucesso significativo no país. "Rock That Body" também foi o quarto single do álbum na América Latina, em países como Brasil, Chile e México.

- "Missing You": Lançado em 22 de junho de 2010, pela Universal Music Group, a música foi performada ao vivo na turnê do quarteto, The E.N.D World Tour.

## Paradas musicais
| Páis/Parada (2009–10)                   | Melhor posição |
| --------------------------------------- | -------------- |
| Austrália (ARIA)                        | 1              |
| Áustria (Ö3 Austria Top 40)             | 5              |
| Bélgica (Ultratop Flandres)             | 4              |
| Bélgica (Ultratop Valônia)              | 1              |
| Canadá (Billboard)                      | 1              |
| Dinamarca (Hitlisten)                   | 5              |
| Países Baixos (Dutch Charts)            | 7              |
| Europa (Billboard)                      | 1              |
| Finlândia (Suomen virallinen lista)     | 17             |
| França (SNEP)                           | 1              |
| Alemanha (Offizielle Deutsche Charts)   | 2              |
| Grécia (IFPI)                           | 7              |
| Hungria (MAHASZ)                        | 10             |
| Irlanda (IRMA)                          | 3              |
| Itália (FIMI)                           | 8              |
| Itália (Musica e Dischi)                | 6              |
| Japão (Oricon)                          | 2              |
| México (Top 100 Mexico)                 | 7              |
| Nova Zelândia (RMNZ)                    | 1              |
| Noruega (VG-lista)                      | 28             |
| Polônia (OLiS)                          | 7              |
| Portugal (AFP)                          | 1              |
| Escócia (Official Scottish Albums)      | 2              |
| África do Sul (RISA)                    | 5              |
| Espanha (PROMUSICAE)                    | 7              |
| Suécia (Sverigetopplistan)              | 18             |
| Suíça (Schweizer Hitparade)             | 2              |
| Reino Unido (Official Albums Chart)     | 3              |
| Reino Unido (UK R&B Albums Chart)       | 1              |
| Estados Unidos (Billboard 200)          | 1              |
| Estados Unidos (Top R&B/Hip Hop Albums) | 1              |